# Gräflich Schönburgische Schloßcompagnie
Schon um 1740 unterhielt die Linie Schönburg-Hinterglauchau kurzzeitig eine Schloßwache. Sie wurde wohl aus ökonomischen Gründen wenig später aufgelöst. Die 1757 neu gegründete Schönburgische Schloßcompagnie war ein vom Grafen Albert Christian Ernst von Schönburg-Hinterglauchau (1720–1799) aus dem regierenden Hause Schönburg im Schloss Hinterglauchau aufgestelltes Wachbataillon (Schlosswache) mit militärischem Hoforchester. Anlass war seine zweite Hochzeit, bei der er zudem einen repräsentativen Hofstaat etablierte. Die Linie Hinterglauchau bzw. deren Herrschaft trug alle Kosten allein, die Forderglauchau-Penig-Wechselburger Linie war am Unterhalt also nicht beteiligt.
Die historische Schlosswache befand sich ursprünglich rechts in der Toreinfahrt des Schlosses Hinterglauchau, in dem Raum, der heute als Kassenraum des Museums dient.

## Funktion
Die historische „Schloßcompagnie“ hatte das Schloß und den Schloßgarten mit dem Gartenhaus zu bewachen. Außerdem musste sie für Repräsentationsaufzüge zur Verfügung stehen und Aufstände von Bürgern und Bauern in der Herrschaft niederschlagen können.
Potentiell waren die Soldaten auch als Kontingent der Herrschaft Hinterglauchau für die im Kriegsfalle zu stellenden Soldaten (durch das Gesamthaus Schönburg) für das Reichsheer vorgesehen. Wobei die anderen Linien ihren Anteil hätten leisten müssen.
Die Wachsoldaten mussten aber auch Arbeiten im Glauchauer Schloßgarten durchführen, die gräfliche Familie Schönburg-Hinterglauchau bei Ausfahrten eskortieren und dazu musizieren.
Da das Gesamthaus Schönburg zu den Reichsständen gehörte, mussten sie im Kriegsfalle ihren festgelegten Beitrag leisten.

## Historische Betitelungen
Überliefert sind aus Quellen die Titel Schloßcompagnie (Jahr?, wohl 1757), …Die Hoch.Reichs.Gräfl.Hinter.Herrschaftl.Frey Mannschaft (1765), …Sr. Hochgräfl.Gnad.Reichs- und Creyßmannschaft (1772).

## Geschichte
In den schönburgischen Rezessen mit Kursachsen von 1740 wurde im Paragraph 11 des Hauptrezesses das schönburgische Militärwesen geregelt: das „Jus armorum“, das Recht, Heere zu unterhalten, stand nun nur noch dem Haus Sachsen zu, aber die Herren von Schönburg durften eine Kompanie Soldaten von 100 Mann auf eigene Kosten unterhalten.
Die Compagnie war anfänglich 75 Mann stark und umfasste auch 16 Musiker, darunter Tambours, Pfeifer und Hoboisten. Nach der 1740 erfolgten Mediatisierung der schönburgischen Herrschaften sollte die Compagnie die persönliche Unabhängigkeit der 1700 in den Reichsgrafenstand erhobenen Herren von Schönburg gegenüber vom Kaiser und dem Heiligen Römischen Reich verkörpern. Sie gestalteten sich, den Zeitzeugen zufolge, „martialisch“, das heißt sehr kriegerisch. 1778 bestand die Kompanie nur noch aus 40 Mann.
Die Truppe war nach preußischem Vorbild uniformiert und ausgerüstet und entsprechend exerziert. Dies war eine Folge der 14-jährigen Dienstzeit des Grafen unter Friedrich dem Großen im damals angesehensten Heer Europas. Der preußische König war ein Cousin der ersten Ehefrau des Grafen und Taufpate seines ersten Sohnes. Der Graf hatte sich unter seinem Schwiegervater in dessen Regiment „Marggraff Carl von Brandenburg“ ausgezeichnet und war als dessen Generaladjudant und zuletzt Oberstleutnant vom König verabschiedet worden.
Nach 22 Jahren „Reichsherrlichkeit“ – zwei Jahre nach dem „Glauchauer Krieg“ – fielen die Schönburgischen Territorien an Kursachsen. Die Compagnie wurde 1779 aufgelöst.
Laut dem Glauchauer Chronisten Eckardt soll die Schloßcompagnie der Herrschaft Hinterglauchau einmal am (heute nicht mehr existierenden) Glauchauer Mühltor mit Flinten und Bajonetten gegen einen Zug von Bittstellern aufgetreten sein. Das Mühltor befand sich unterhalb des Ostflügels von Schloss Forderglauchau und versperrte die dortige Schlucht/Straße nach der Oberstadt/Innenstadt.
Von Graf Carl von Schönburg-Forderglauchau (1832–1898) wird ein Ölgemälde/Porträt des Malers Paul Kießling, entstanden in Dresden 1887, auf dem er in der Schönburgischen Hausuniform dargestellt ist, gezeigt im Historismus-Salon des Schlossmuseums Hinterglauchau.

## Hinweise
1756 marschiert Friedrich II. von Preußen während des Siebenjährigen Krieges (1756–1763) in Kursachsen ein.
Graf Albert Christian Ernst von Schönburg-Hinterglauchau versucht vergeblich Neutralität für seine Herrschaft Hinterglauchau zu erwirken. Durchmärsche von Preußen und Österreichern belasten mit ihren Plünderungen und den zu leistenden Kontributionen die Schönburgischen Herrschaften stark.
In diesem Zusammenhang darf wohl angenommen werden, dass die Einrichtung der Schlosskompanie als Schlosswache auch mit den Kriegsereignissen seit 1756 zusammenhängt.

## Historische Quellen, Zeitzeugen und erhaltene Objekte
Etwa um 1763–1776 war der Glauchauer Johann Christoph Reicholdt (1713–1782), alias Chretien Hermes Reicholdt (Künstlername), gräflich-schönburgischer Küchenschreiber („Hof- und Militz-Schreiber“) und Hofmaler der Linie Schönburg-Hinterglauchau. Er hielt sich daher jahrelang auf den Glauchauer Schlössern auf. Von ihm stammen mehrere Miniaturen und Ölgemälde u. a. von Graf Albert Christian Ernst von Schönburg-Hinterglauchau (1720–1799) vom März 1772 sowie das Pastell-Porträt eines schönburgischen Hauptmannes und Kommandanten der Gräflich-Schönburgischen Schloßcompagnie, wohl Carl Christian von der Lage darstellend, aus dem Jahre 1776.
Das Porträt des Letztgenannten vermittelt einen Einblick in die Uniformierung eines Hauptmannes dieser Schloß-Wachmannschaft. Eine 1763 von Reicholdt verfasste „Specification Desjenigen was zur neuen Montur vor HochGräf.Hinter-Herrschaft.Militz 1763 verwendet worden“ gibt weitere Hinweise zur Uniformierung der Offiziere und Soldaten der Schloßcompagnie. Wegen des jahrelangen Aufenthaltes von Reicholdt auf den Glauchauer Schlössern unter seinem Dienstherrn Albert Christian Ernst von Schönburg-Hinterglauchau, sind die Überlieferungen und Porträts Reicholdts als besonders authentisch einzustufen.
Das erhaltene Porträt des Hauptmannes der Schloßcompagnie ist neben einem im Fundus des Museums Schloss Hinterglauchau befindlichen vergoldeten Ringkragens/Brustschild -aus vergoldeter Bronze mit eingeprägtem gräflich-schönburgischem Wappen, welches mit aufgenietetem Eisen umrahmt ist und roten Samt aufgeklebt (?) hat- das einzige erhaltene Objekt das heute noch von der Schloßcompagnie vorhanden ist. Dieser erhaltene Ringkragen wird der Zeit um 1740/50, also der ersten Schlosswache zugeschrieben. Es handelt sich hier um zwei bedeutende militärhistorische und uniformkundliche Sachzeugnisse. Das Porträt des schönburgischen Hauptmannes zeigt einen ähnlichen Ringkragen.

### Kosten der Compagnie für die Herrschaft Hinterglauchau
Die Linie Schönburg-Hinterglauchau bzw. deren Herrschaft trug alle Kosten allein, die Forderglauchau-Penig-Wechselburger Linie war am Unterhalt also nicht beteiligt. Die Unterhaltungskosten der anfangs (1757) 75 Mann starken Truppe waren jährlich 1200 Thaler und wurden aus den Schocksteuer-Einnahmen des Amtes Hinterglauchau bestritten.

### Mannschaft im Jahre 1765
1924 fand man im Turmknopf des Nordflügelturmes von Schloss Hinterglauchau eine Urkunde des Johann Adolph Keller, datiert vom 9. Dezember 1765 zu Glauchau. Sie benennt die Chargen der Schloßcompagnie genau:
"...Die Hoch.Reichs.Gräfl.Hinter.Herrschaftl.Frey Mannschaft hat zu dieser Zeit bestanden aus:
- 1 Exervitienmeister H. Christian Heinrich Gernreich
- 1 Feldwebel Carl Friedrich v. Boseine (wohl Familie von Bose gemeint)
- 1 Sergant Johann Christian Weller
- 3 Corporals (Johann Georg Schlotter, Johann Wilhelm Schindler, Johann Philipp Hablitz)
- 7 Hautboisten
- 5 Tambours
- 4 Pfeifers
- 30 Gemeinde

insgesamt „52 Köpfe Summa…“.

## Wiederentdeckung der historischen Schloßcompagnie
Die Existenz der Schönburgischen Schlosscompagnie war längere Zeit in Vergessenheit geraten. Erst Zwickauer Zinnfigurensammler sollen das Schlossmuseum Hinterglauchau auf diese historische Wachmannschaft hingewiesen haben.

## Heutiger Verein
Der Verein „Gräflich Schönburgische Schloßcompagnie e.V.“ ist ein Kind des Tags der Sachsen. Im Jahr 2000, nach einer Teilnahme am großen Festumzug in Zwickau mit geliehenen Uniformen, beschlossen die Teilnehmer spontan, eine historische Darstellungsgruppe zu gründen – aber mit „richtiger“ historischer Bekleidung. So entstand die Idee, die Gräflich Schönburgische Schloßcompagnie wieder auferstehen zu lassen, über die Robby Joachim Götze vom Museum Schloß Hinterglauchau eine Forschungsarbeit veröffentlicht hatte. Die Stadt Glauchau war gerne bereit, in der Doppelschlossanlage die Benutzung von Räumen und Auftritte zu gestatten. Am 15. November 2000 fiel dann auf einer Versammlung im Schloss der Startschuss.
Die Mitglieder forschten im Sächsischen Staatsarchiv nach historischen Zeugnissen über das Aussehen und die Ausrüstung der Schloßcompagnie. Es wurde nach Quellen für die originalen Stoffe gesucht. Es fand sich eine Museumsweberei im Erzgebirge, die auf historischen Webstühlen die Borten webte. Währenddessen exerzierten die ersten Musketiere bereits den Umgang mit der Waffe und fuhren in provisorischen Uniformen aus DEFA-Filmbeständen zu Veranstaltungen nach Wesel, Fulda, Minden und Ansbach, um erste Erfahrungen zu sammeln und Kontakte zu anderen Vereinen zu knüpfen.
Ab 2002 kam der regelmäßige Trommel- und Flötenunterricht hinzu und eine Jugendgruppe wurde aufgebaut. 2003 gelang das erste Schlossfest und eine „höfische Gesellschaft“ übte Rokokotänze ein. Der Fund eines schönburgischen Tanzbüchleins im Staatsarchiv erweiterte das Repertoire um ganz besonders originale und einzigartige Choreographien. Ab 2007 kam noch eine Kindertanzgruppe hinzu.
So ist der Verein heute durch seine angewachsene Mitgliederzahl in der Lage, mit einem kleinen Hofstaat nebst Wachparade die Schlösser im schönburgischen Land wieder mit festlichem Leben zu erfüllen und diese ehrwürdigen Gemäuer aus dem „Dornröschenschlaf“ zu erwecken.
Der Vereinszweck erschöpft sich nicht nur in der exakten Nachstellung des prächtigen Rokoko-Militärs auf vielen regionalen oder auswärtigen Festen. Daneben haben die Mitglieder es sich zur Aufgabe gestellt, aktiv durch Arbeitsstunden zur Erhaltung und Verschönerung der Glauchauer Doppelschlossanlage beizutragen. So entstand zum Beispiel im rechten Flügel des Schlosses Forderglauchau eine historische Wachstube, die regelmäßig auch für das Publikum geöffnet wird.